# Freddie Lewis (baloncestista de 1943)
Frederick L. "Freddie" Lewis (Huntington, Virginia Occidental; 1 de julio de 1943) es un exjugador de baloncesto estadounidense que jugó dos temporadas en la NBA y otras diez en la ABA. Con 1,83 metros de estatura, lo hacía en la posición de base.

## Trayectoria deportiva

### Universidad
Jugó durante dos temporadas con los Sun Devils de la Universidad Estatal de Arizona, en las que promedió 20,7 puntos por partido. En ambos años fue incluido en el mejor quinteto de la Western Athletic Conference.

### Profesional
Fue elegido en el puesto 88, en la décima ronda del Draft de la NBA de 1966 por Cincinnati Royals, donde jugó una temporada pasando casi desapercibido con la competencia de Oscar Robertson y de Adrian Smith en su puesto, participando en sólo 32 partidos, en los que promedió 4,7 puntos y 1,4 rebotes. Al año siguiente, tras no ser protegido por su equipo, fue elegido en el draft de expansión por la llegada de nuevos equipos a la liga por los San Diego Rockets, pero finalmente acabaría firmando por los Indiana Pacers de la ABA.
Todo cambió con su llegada a la liga del balón tricolor. Rápidamente se hizo con el puesto de titular, siendo al final de temporada el máximo anotador de su equipo, promediando 20,6 puntos por partido, a los que añadió 5,8 rebotes y 2,4 asistencias, siendo elegido para disputar el All-Star Game, en el que anotó 6 puntos y repartió 3 asistencias.
En su tercera temporada en el equipo, la 1969-70, consiguió su primer título de campeón de la ABA, derrotando en la final a Los Angeles Stars por 4 a 2. Lewis volvió a ser una de las piezas claves del equipo, liberado en el aspecto de anotación por Roger Brown, Bob Netolicky y Mel Daniels, promediando 16,4 puntos por encuentro. Participó nuevamente en el All-Star Game, en que anotó un único punto y cogió 6 rebotes en 9 minutos en pista.
Pero su mejor momento a nivel personal lo viviría en la temporada 1971-72, en la cual fue elegido MVP de los Playoffs tras promediar 19,2 puntos y 4,4 asistencias, y ayudando a lograr el que sería su segundo título de liga, tras derrotar a New York Nets en la final. Al año siguiente repetiría título de campeón, pero su aportación en ataque era cada vez menor. Nada más terminar la temporada 1973-74 fue traspasado junto con Mel Daniels a los Memphis Sounds a cambio de Charlie Edge y una cantidad de dinero. En los Sounds, a pesar de ser titular y aumentar sus promedios hasta los 17,7 puntos por partido, sólo duró 6 partidos, antes de ser nuevamente traspasado, esta vez a Spirits of St. Louis a cambio de Tom Owens.
En su nuevo equipo, y ya con 31 años, pareció vivir una segunda juventud, siendo el segundo mejor anotador de su equipo tras Marvin Barnes con 22,6 puntos por partido, y siendo nuevamente llamado para un All-Star Game, en el cual consiguió 26 puntos, 10 asistencias y 5 rebotes, siendo elegido mejor jugador del partido.
Jugó una temporada más en los Spirits hasta que la liga se fusionó con la NBA, pero su equipo desapareció y él no fue elegido en el draft de dispersión, regresando como agente libre a los Indiana Pacers, pero tras una temporada decidió retirarse. Volvió a las pistas en 1978 fichando por los Indiana Wizards de la efímera All-American Basketball Alliance, donde jugó 6 partidos como jugador-entrenador en los que promedió 18,2 puntos.
Acabó su carrera profesional como líder de los Pacers en la ABA en partidos jugados (672), tiros libres anotados (2.999) y asistencias (2.711).

## Estadísticas de su carrera en la ABA y la NBA

### Temporada regular
| Temporada | Edad | Equipo               | Liga  | P   | TIT | MIN  | TC  | TCA  | %TC  | 3P  | 3PA | %3P  | TL  | TLA | %TL  | R.OF. | R.DEF. | REB | ASIS | ROB | TAP | PER | FP  | PTS  |
| 1966-67   | 23   | Cincinnati Royals    | NBA   | 32  |     | 10.4 | 1.9 | 4.8  | .392 |     |     |      | 0.9 | 1.3 | .707 |       |        | 1.4 | 1.3  |     |     |     | 1.5 | 4.7  |
| 1967-68   | 24   | Indiana Pacers       | ABA   | 76  |     | 38.4 | 7.1 | 16.9 | .421 | 0.2 | 1.0 | .216 | 6.1 | 7.7 | .798 |       |        | 5.8 | 2.4  |     |     | 2.8 | 2.9 | 20.6 |
| 1968-69   | 25   | Indiana Pacers       | ABA   | 78  |     | 39.2 | 7.3 | 16.7 | .440 | 0.3 | 1.1 | .265 | 5.4 | 6.5 | .822 | 1.5   | 3.3    | 4.8 | 4.4  |     |     | 2.9 | 3.7 | 20.3 |
| 1969-70   | 26   | Indiana Pacers       | ABA   | 81  |     | 35.5 | 5.5 | 13.1 | .421 | 0.6 | 2.2 | .266 | 4.7 | 6.0 | .790 | 1.5   | 2.0    | 3.4 | 3.6  |     |     | 2.3 | 3.6 | 16.4 |
| 1970-71   | 27   | Indiana Pacers       | ABA   | 81  |     | 37.5 | 6.8 | 15.3 | .441 | 0.7 | 2.4 | .304 | 4.6 | 5.7 | .807 | 2.1   | 2.1    | 4.1 | 5.3  |     |     | 2.5 | 3.1 | 18.8 |
| 1971-72   | 28   | Indiana Pacers       | ABA   | 77  |     | 35.2 | 5.3 | 12.3 | .428 | 0.4 | 1.3 | .310 | 4.4 | 5.1 | .861 | 1.7   | 2.5    | 4.2 | 4.7  |     |     | 2.5 | 3.0 | 15.4 |
| 1972-73   | 29   | Indiana Pacers       | ABA   | 72  |     | 30.8 | 5.2 | 11.9 | .436 | 0.5 | 1.5 | .345 | 4.0 | 4.8 | .822 | 1.3   | 1.8    | 3.2 | 4.0  |     |     | 2.4 | 2.8 | 14.9 |
| 1973-74   | 30   | Indiana Pacers       | ABA   | 78  |     | 27.7 | 3.7 | 9.3  | .398 | 0.2 | 0.9 | .181 | 2.3 | 2.8 | .831 | 1.1   | 1.5    | 2.6 | 4.1  | 1.3 | 0.1 | 2.2 | 2.4 | 9.9  |
| 1974-75   | 31   | TOTAL                | ABA   | 69  |     | 40.4 | 8.4 | 17.9 | .470 | 0.3 | 1.0 | .269 | 5.1 | 6.1 | .843 | 1.6   | 2.2    | 3.8 | 5.3  | 2.1 | 0.0 | 3.0 | 2.3 | 22.2 |
| 1974-75   | 31   | Memphis Sounds       | ABA   | 6   |     | 37.8 | 7.5 | 18.5 | .405 | 0.2 | 1.0 | .167 | 2.5 | 2.7 | .938 | 1.8   | 1.5    | 3.3 | 3.2  | 1.7 | 0.0 | 1.7 | 1.5 | 17.7 |
| 1974-75   | 31   | Spirits of St. Louis | ABA   | 63  |     | 40.7 | 8.5 | 17.8 | .476 | 0.3 | 1.0 | .279 | 5.4 | 6.4 | .840 | 1.6   | 2.3    | 3.9 | 5.5  | 2.2 | 0.0 | 3.1 | 2.4 | 22.6 |
| 1975-76   | 32   | Spirits of St. Louis | ABA   | 74  |     | 30.6 | 5.4 | 12.9 | .423 | 0.4 | 1.4 | .292 | 3.5 | 4.3 | .817 | 0.9   | 2.0    | 2.9 | 4.0  | 1.5 | 0.1 | 2.6 | 2.5 | 14.8 |
| 1976-77   | 33   | Indiana Pacers       | NBA   | 32  |     | 17.3 | 2.5 | 6.2  | .407 |     |     |      | 1.9 | 2.4 | .805 | 0.5   | 0.9    | 1.5 | 1.8  | 0.6 | 0.1 |     | 1.8 | 7.0  |
| Total     |      |                      | TOTAL | 750 |     | 33.2 | 5.7 | 13.3 | .432 | 0.4 | 1.4 | .280 | 4.2 | 5.1 | .817 | 1.4   | 2.1    | 3.7 | 4.0  | 1.5 | 0.1 | 2.6 | 2.8 | 16.0 |
|           |      |                      | ABA   | 686 |     | 35.0 | 6.1 | 14.0 | .433 | 0.4 | 1.4 | .280 | 4.5 | 5.5 | .819 | 1.5   | 2.2    | 3.9 | 4.2  | 1.6 | 0.1 | 2.6 | 2.9 | 17.0 |
|           |      |                      | NBA   | 64  |     | 13.8 | 2.2 | 5.5  | .401 |     |     |      | 1.4 | 1.8 | .771 | 0.5   | 0.9    | 1.4 | 1.5  | 0.6 | 0.1 |     | 1.7 | 5.8  |

### Playoffs
| Temporada | Edad | Equipo               | Liga  | P   | MIN  | TCA | TC   | 3PA | 3P  | TLA | TL  | R.OF. | REB | ASIS | ROB | TAP | PER | FP  | PTS  | %TC  | %3P  | %FT  | MIN  | PTS  | REB | AST |
| 1966-67   | 23   | Cincinnati Royals    | NBA   | 3   | 9    | 4   | 9    |     |     | 0   | 0   |       | 4   | 0    |     |     |     | 1   | 8    | .444 |      |      | 3.0  | 2.7  | 1.3 | 0.0 |
| 1967-68   | 24   | Indiana Pacers       | ABA   | 3   | 116  | 21  | 49   | 0   | 9   | 28  | 29  |       | 19  | 7    |     |     | 10  | 10  | 70   | .429 | .000 | .966 | 38.7 | 23.3 | 6.3 | 2.3 |
| 1968-69   | 25   | Indiana Pacers       | ABA   | 17  | 727  | 144 | 327  | 5   | 17  | 116 | 133 |       | 70  | 79   |     |     | 43  | 68  | 409  | .440 | .294 | .872 | 42.8 | 24.1 | 4.1 | 4.6 |
| 1969-70   | 26   | Indiana Pacers       | ABA   | 14  | 532  | 89  | 234  | 10  | 28  | 97  | 116 |       | 57  | 54   |     |     | 34  | 50  | 285  | .380 | .357 | .836 | 38.0 | 20.4 | 4.1 | 3.9 |
| 1970-71   | 27   | Indiana Pacers       | ABA   | 11  | 384  | 39  | 107  | 3   | 23  | 28  | 37  | 22    | 48  | 52   |     |     | 24  | 40  | 109  | .364 | .130 | .757 | 34.9 | 9.9  | 4.4 | 4.7 |
| 1971-72   | 28   | Indiana Pacers       | ABA   | 20  | 805  | 142 | 322  | 7   | 34  | 92  | 108 |       | 81  | 87   |     |     | 45  | 70  | 383  | .441 | .206 | .852 | 40.3 | 19.2 | 4.1 | 4.4 |
| 1972-73   | 29   | Indiana Pacers       | ABA   | 18  | 637  | 102 | 260  | 6   | 27  | 69  | 80  | 31    | 66  | 91   |     |     | 49  | 57  | 279  | .392 | .222 | .863 | 35.4 | 15.5 | 3.7 | 5.1 |
| 1973-74   | 30   | Indiana Pacers       | ABA   | 14  | 547  | 90  | 204  | 6   | 19  | 58  | 67  | 20    | 50  | 62   | 24  | 1   | 33  | 35  | 244  | .441 | .316 | .866 | 39.1 | 17.4 | 3.6 | 4.4 |
| 1974-75   | 31   | Spirits of St. Louis | ABA   | 9   | 403  | 85  | 176  | 6   | 18  | 60  | 73  | 21    | 46  | 26   | 16  | 1   | 23  | 18  | 236  | .483 | .333 | .822 | 44.8 | 26.2 | 5.1 | 2.9 |
| Total     |      |                      | TOTAL | 109 | 4160 | 716 | 1688 | 43  | 175 | 548 | 643 | 94    | 441 | 458  | 40  | 2   | 261 | 349 | 2023 | .424 | .246 | .852 | 38.2 | 18.6 | 4.0 | 4.2 |
|           |      |                      | ABA   | 106 | 4151 | 712 | 1679 | 43  | 175 | 548 | 643 | 94    | 437 | 458  | 40  | 2   | 261 | 348 | 2015 | .424 | .246 | .852 | 39.2 | 19.0 | 4.1 | 4.3 |
|           |      |                      | NBA   | 3   | 9    | 4   | 9    |     |     | 0   | 0   |       | 4   | 0    |     |     |     | 1   | 8    | .444 |      |      | 3.0  | 2.7  | 1.3 | 0.0 |